# شون ميرفي (موسيقية)
شون ميرفي (بالإنجليزية: Shaun Murphy)‏ هي موسيقية أمريكية، ولدت في 1948 في أوماها في الولايات المتحدة.

## وصلات خارجية
- الموقع الرسمي
- شون ميرفي على موقع ميوزك برينز (الإنجليزية)
- شون ميرفي على موقع أول ميوزيك (الإنجليزية)
- شون ميرفي على موقع ديسكوغز (الإنجليزية)